# František Tymeš
František Tymeš (14. října 1895 Lipník – 2. října 1968 Brno) byl československý meziválečný i poválečný politik, člen vlády a poslanec Národního shromáždění za Československou sociálně demokratickou stranu dělnickou, po únorovém převratu v roce 1948 za Komunistickou stranu Československa.

## Biografie
Původní profesí byl dělníkem. Od roku 1910 byl členem sociálně demokratické strany a od roku 1918 jejím funkcionářem. Po vzniku Československa se stal redaktorem regionálního listu Stráž Pojizeří v Mladé Boleslavi. V době rozkolu v sociální demokracii zastával centristické postoje, do KSČ neodešel. V letech 1919–1924 redigoval list Stráž (později Rudá stráž) a Národní deník v Brně.
Od roku 1925 působil v Brně, kde zastával post tajemníka župního výboru strany, byl redaktorem brněnského sociálně demokratického tisku a členem výkonného výboru. V letech 1933–1938 byl členem představenstva sociálně demokratické strany. Na 18. sjezdu sociálních demokratů v roce 1937 byl zvolen do předsednictva strany jako představitel mladší generace.
V parlamentních volbách v roce 1935 se stal poslancem Národního shromáždění. Poslanecké křeslo si oficiálně podržel do zrušení parlamentu roku 1939. Krátce předtím ještě v prosinci 1938 přestoupil do poslaneckého klubu nově utvořené Národní strany práce. V letech 1938–1939 se podílel na budování této krátce existující politické formace. Byl pokladníkem jejího poslaneckého klubu a členem představenstva strany. Podle údajů z roku 1935 byl tajemníkem. Bydlel v Brně.
Za okupace byl vězněn v koncentračním táboře. Gestapo ho zatklo již počátkem září 1939 (Akce Albrecht der Erste) a jako tzv. politický rukojmí byl nejprve internován na Špilberku. Pak byl až do konce války vězněn v koncentračním táboře Dachau a Buchenwald (v něm byl členem ilegálního českého národního výboru a internacionálního socialistického výboru). Několik týdnů po zatčení mu tragicky zahynul syn a během války zemřela na TBC jeho dcera i manželka.
Po osvobození byl v letech 1945–1946 poslancem Prozatímního Národního shromáždění a po parlamentních volbách v roce 1946 byl v letech 1946–1948 členem Ústavodárného Národního shromáždění.
V této době hrál významnou roli v sociální demokracii. Už v květnu 1945 se stal jedním z jejích místopředsedů. V listopadu 1947 byl jmenován do funkce místopředsedy vlády v první vládě Klementa Gottwalda.
Spolu s Bohumilem Laušmanem představovali levé, později centristické křídlo. Během únorového převratu roku 1948 nepodpořil záměr pravicového křídla strany vedeného Václavem Majerem, aby se sociálnědemokratičtí ministři připojili k demisi podané ministry dalších nekomunistických stran. Post ve vládě ovšem ihned po provedení převratu opustil. V následujících letech nicméně zůstal loajálním k systému Národní fronty. V rámci sloučení sociální demokracie s komunisty se stal členem a funkcionářem KSČ.
V letech 1948–1968 zasedal za komunisty v Národním shromáždění (po roce 1960 Národní shromáždění Československé socialistické republiky). Po sloučení ČSSD s KSČ byl v červnu 1948 kooptován za člena Ústředního výboru Komunistické strany Československa. IX. sjezd KSČ ho jmenoval náhradníkem ÚV KSČ. V plném členství v ÚV KSČ ho potvrdil X. sjezd KSČ, XI. sjezd KSČ, XII. sjezd KSČ i XIII. sjezd KSČ. V roce 1960 mu byl udělen Řád republiky, v roce 1965 Řád Klementa Gottwalda.
Od roku 1952 do roku 1954 byl tajemníkem Krajského výboru Národní fronty. K roku 1954 se profesně uvádí jako tajemník Krajského výboru Svazu československo-sovětského přátelství. Tuto funkci zastával po šest let, v letech 1954–1960. V poválečném období byl rovněž redaktorem časopisu Čin, později komunistické Rovnosti. Od roku 1962 byl členem Krajského výboru KSČ v Jihomoravském kraji a od roku 1965 (až do roku 1968) předsedou Krajského výboru Svazu československo-sovětského přátelství.
Zemřel v říjnu 1968. Státní pohřeb se konal od Muzea dělnického hnutí v Brně. Smuteční akce se zúčastnil bývalý předseda sociální demokracie Zdeněk Fierlinger a místopředseda Národního shromáždění Jozef Vallo.